# Hockey-Ligasystem in Deutschland
Das Hockey-Ligasystem in Deutschland ist in seiner Grundstruktur in der Spielordnung des Deutschen Hockey-Bundes (DHB) festgelegt. Danach gibt es im Feld und in der Halle für Damen und Herren soweit erforderlich folgende Ligen:
1. Bundesliga / 1. Bundesliga,
2. 2. Bundesliga,
3. Regionalliga / 1. Regionalliga,
4. 2. Regionalliga,
5. Oberliga,
6. Verbandsliga / 1. Verbandsliga,
7. 2. Verbandsliga, 3. Verbandsliga usw.

Für die Bundesligen ist der DHB zuständig, für die Regionalligen die Interessengemeinschaft Nord (IGN), der Ostdeutsche Hockey-Verband (OHV), der Süddeutsche Hockey-Verband (SHV) und der Westdeutsche Hockey-Verband (WHV). Oberligen und Verbandsligen werden vom jeweiligen Landesverband eingerichtet.

## Feld
Übersicht
| 1         | 1. Bundesliga ↓2 Absteiger ↑2 Aufsteiger                             | 1. Bundesliga ↓2 Absteiger ↑2 Aufsteiger                             | 1. Bundesliga ↓2 Absteiger ↑2 Aufsteiger                             | 1. Bundesliga ↓2 Absteiger ↑2 Aufsteiger                             | 1. Bundesliga ↓2 Absteiger ↑2 Aufsteiger                            | 1. Bundesliga ↓2 Absteiger ↑2 Aufsteiger                            | 1. Bundesliga ↓2 Absteiger ↑2 Aufsteiger                            | 1. Bundesliga ↓2 Absteiger ↑2 Aufsteiger                                   | 1. Bundesliga ↓2 Absteiger ↑2 Aufsteiger                                   | 1. Bundesliga ↓2 Absteiger ↑2 Aufsteiger                                  | 1. Bundesliga ↓2 Absteiger ↑2 Aufsteiger                                  |                                                                |                                                                |
| 2         | ↑1 Aufsteiger 2. Bundesliga Gruppe Nord ↓1-3 Absteiger ↑2 Aufsteiger | ↑1 Aufsteiger 2. Bundesliga Gruppe Nord ↓1-3 Absteiger ↑2 Aufsteiger | ↑1 Aufsteiger 2. Bundesliga Gruppe Nord ↓1-3 Absteiger ↑2 Aufsteiger | ↑1 Aufsteiger 2. Bundesliga Gruppe Nord ↓1-3 Absteiger ↑2 Aufsteiger | ↑1 Aufsteiger 2. Bundesliga Gruppe Süd ↓1-3 Absteiger ↑2 Aufsteiger | ↑1 Aufsteiger 2. Bundesliga Gruppe Süd ↓1-3 Absteiger ↑2 Aufsteiger | ↑1 Aufsteiger 2. Bundesliga Gruppe Süd ↓1-3 Absteiger ↑2 Aufsteiger | ↑1 Aufsteiger 2. Bundesliga Gruppe Süd ↓1-3 Absteiger ↑2 Aufsteiger        | ↑1 Aufsteiger 2. Bundesliga Gruppe Süd ↓1-3 Absteiger ↑2 Aufsteiger        | ↑1 Aufsteiger 2. Bundesliga Gruppe Süd ↓1-3 Absteiger ↑2 Aufsteiger       | ↑1 Aufsteiger 2. Bundesliga Gruppe Süd ↓1-3 Absteiger ↑2 Aufsteiger       |                                                                |                                                                |
| 3         | ↑1 Aufsteiger Regionalliga Nord ↓1-3 Absteiger ↑1-2 Aufsteiger       | ↑1 Aufsteiger Regionalliga Nord ↓1-3 Absteiger ↑1-2 Aufsteiger       | ↑1 Aufsteiger Regionalliga West ↓1-4 Absteiger ↑2 Aufsteiger         | ↑1 Aufsteiger Regionalliga West ↓1-4 Absteiger ↑2 Aufsteiger         | ↑1 Aufsteiger Regionalliga Ost ↓1-4 Absteiger ↑2 Aufsteiger         | ↑1 Aufsteiger Regionalliga Ost ↓1-4 Absteiger ↑2 Aufsteiger         | ↑1 Aufsteiger Regionalliga Ost ↓1-4 Absteiger ↑2 Aufsteiger         | ↑1 Aufsteiger 1. Regionalliga Süd ↓1-4 Absteiger ↑2 Aufsteiger             | ↑1 Aufsteiger 1. Regionalliga Süd ↓1-4 Absteiger ↑2 Aufsteiger             | ↑1 Aufsteiger 1. Regionalliga Süd ↓1-4 Absteiger ↑2 Aufsteiger            | ↑1 Aufsteiger 1. Regionalliga Süd ↓1-4 Absteiger ↑2 Aufsteiger            | ↑1 Aufsteiger 1. Regionalliga Süd ↓1-4 Absteiger ↑2 Aufsteiger | ↑1 Aufsteiger 1. Regionalliga Süd ↓1-4 Absteiger ↑2 Aufsteiger |
| 4         | ↑1-2 Aufsteiger ggf. Aufstiegsspiel                                  | ↑1-2 Aufsteiger ggf. Aufstiegsspiel                                  | ↑1 Aufsteiger Oberliga West A                                        | ↑1 Aufsteiger Oberliga West B                                        | ↑1 Aufsteiger Hin- und Rückspiel                                    | ↑1 Aufsteiger Hin- und Rückspiel                                    | ↑1 Aufsteiger Oberliga Mitteldeutschland                            | ↑1 Aufsteiger 2. Regionalliga Süd Gruppe West ↓1-4 Absteiger ↑2 Aufsteiger | ↑1 Aufsteiger 2. Regionalliga Süd Gruppe West ↓1-4 Absteiger ↑2 Aufsteiger | ↑1 Aufsteiger 2. Regionalliga Süd Gruppe Ost ↓1-4 Absteiger ↑2 Aufsteiger | ↑1 Aufsteiger 2. Regionalliga Süd Gruppe Ost ↓1-4 Absteiger ↑2 Aufsteiger |                                                                |                                                                |
| 4         | ↑1 Relegation Oberliga Niedersachsen /Bremen                         | ↑1 Relegation Oberliga Hamburg /Schleswig-Holstein                   | ↑1 Aufsteiger Oberliga West A                                        | ↑1 Aufsteiger Oberliga West B                                        | ↑1 Relegation Oberliga Berlin                                       | ↑1 Relegation Oberliga Mecklenburg-Vorpommern                       | ↑1 Aufsteiger Oberliga Mitteldeutschland                            | ↑1 Aufsteiger 2. Regionalliga Süd Gruppe West ↓1-4 Absteiger ↑2 Aufsteiger | ↑1 Aufsteiger 2. Regionalliga Süd Gruppe West ↓1-4 Absteiger ↑2 Aufsteiger | ↑1 Aufsteiger 2. Regionalliga Süd Gruppe Ost ↓1-4 Absteiger ↑2 Aufsteiger | ↑1 Aufsteiger 2. Regionalliga Süd Gruppe Ost ↓1-4 Absteiger ↑2 Aufsteiger |                                                                |                                                                |
| 5         | Verbandsligen                                                        | Verbandsligen                                                        | Verbandsligen                                                        | Verbandsligen                                                        | Verbandsligen                                                       | Verbandsligen                                                       | Verbandsligen                                                       | ↑1 Aufsteiger Oberliga Hessen                                              | ↑1 Aufsteiger Oberliga Rheinland-Pfalz/Saar                                | ↑1 Aufsteiger Oberliga Bayern                                             | ↑1 Aufsteiger Oberliga Baden-Württemberg                                  |                                                                |                                                                |
| 6 bis ... | Verbandsligen                                                        | Verbandsligen                                                        | Verbandsligen                                                        | Verbandsligen                                                        | Verbandsligen                                                       | Verbandsligen                                                       | Verbandsligen                                                       | Verbandsligen                                                              | Verbandsligen                                                              | Verbandsligen                                                             | Verbandsligen                                                             |                                                                |                                                                |

|  | Die 2. Regionalliga Süd gibt es nur bei den Herren. Sie entfällt bei den Damen, die nachgeordneten Ligen sind dort eine Stufe höher angeordnet. Für den Aufstieg in die (1.) Regionalliga werden zwischen den Siegern der Oberliga paarweise Aufstiegsspiele mit Hin- und Rückspiel ausgetragen. |

### Bundesliga
Seit dem 1. April 2003 gibt es auf dem Feld eine eingleisige 1. Bundesliga, in der bei den die Damen und Herren jeweils 12 Teams spielen. Nach Abschluss einer Hin- und einer Rückrunde, in der jeder gegen jeden zwei Spiele bestreitet, spielen die besten vier Teams im K.-o.-System den Deutschen Meister aus.
Die nächstniedrigere Ebene bildet die 2. Bundesliga, die in zwei Gruppen (Staffeln) spielt: in der Nord-Gruppe spielen die Clubs aus dem Gebiet der IGN und des WHV, in der Süd-Gruppe die Clubs aus OHV und SHV. Bei den Damen hat jede Gruppe acht, bei den Herren zehn Teilnehmer. Auch hier wird eine doppelte Runde gespielt.
Die Gruppensieger der 2. Liga steigen in die 1. Liga auf, aus der die beiden letzten Teams absteigen. Die Absteiger werden der Gruppe zugeordnet, der sie regional angehören. Die Sieger der Regionalligen steigen in die zugeordnete Gruppe der 2. Bundesliga auf: Nord und West in die Gruppe Nord, Ost und Süd in die Gruppe Süd. Aus jeder Gruppe der 2. Liga steigen so viele Teams (ein, zwei oder drei) ab, dass die Gruppenstärke gleich bleibt.

### Regionalliga
Während in den Bundesligen keine 2. Mannschaften spielen dürfen, ist das in den Regionalligen unterschiedlich geregelt. Im Norden, im Osten und im Westen ist das erlaubt, wenn die 1. Mannschaft in der 1. Bundesliga spielt, im Süden dagegen ist es in der 1. Regionalliga nicht erlaubt. Weitere Unterschiede gibt es in den Regionen bei den Aufstiegsregelungen: im Norden gibt es nur einen Aufsteiger, in den anderen Regionalligen zwei.

### Oberliga, Verbandsliga
Es gibt 11 Oberligen, die von den Hockey-Landesverbänden organisiert werden. Verschiedene Landesverbände haben gemeinsame Oberligen oder auch, wie Hamburg und Schleswig-Holstein oder Sachsen, Sachsen-Anhalt und Thüringen, einen gemeinsamen Spielverkehr. Unterhalb der Oberliga kann es Verbandsligen geben. Die Anzahl der Stufen ist sehr unterschiedlich. Einige Landesverbände, z. B. Baden-Württemberg und Hamburg, stufen bis zur 4. Verbandsliga, andere, z. B. West (Nordrhein-Westfalen plus Osnabrücker Land und Bad Neuenahr) und Berlin in der Halle, bevorzugen flache Strukturen und spielen in mehreren Gruppen. Kleine Landesverbände haben ggf. keine Verbandsligen.

## Halle
Im Hallenhockey der Herren werden seit dem 1. November 2000 die 1. und die 2. Bundesliga in vier Gruppen entsprechend der regionalen Gliederung gespielt. 
Bei den Damen existiert erst seit 2022 eine 2. Bundesliga, zuvor wurde unterhalb der Bundesliga direkt in Regionalligen gespielt.
Da in der Halle mit geringerer Mannschaftsstärke gespielt wird, gibt es mehr Teams. Daher gibt es in der Halle mehr Verbandsligen. Ansonsten ist das Ligasystem wie im Feld aufgebaut:
| Ebene     | Spielklassen in der Halle                                          | Spielklassen in der Halle                                          | Spielklassen in der Halle                                          | Spielklassen in der Halle                                          | Spielklassen in der Halle                                         | Spielklassen in der Halle                                         | Spielklassen in der Halle                                         | Spielklassen in der Halle                                                  | Spielklassen in der Halle                                                  | Spielklassen in der Halle                                                 | Spielklassen in der Halle                                                 |
| --------- | ------------------------------------------------------------------ | ------------------------------------------------------------------ | ------------------------------------------------------------------ | ------------------------------------------------------------------ | ----------------------------------------------------------------- | ----------------------------------------------------------------- | ----------------------------------------------------------------- | -------------------------------------------------------------------------- | -------------------------------------------------------------------------- | ------------------------------------------------------------------------- | ------------------------------------------------------------------------- |
| 1         | 1. Bundesliga K.-o.-Runde ↑8 Teilnehmer                            | 1. Bundesliga K.-o.-Runde ↑8 Teilnehmer                            | 1. Bundesliga K.-o.-Runde ↑8 Teilnehmer                            | 1. Bundesliga K.-o.-Runde ↑8 Teilnehmer                            | 1. Bundesliga K.-o.-Runde ↑8 Teilnehmer                           | 1. Bundesliga K.-o.-Runde ↑8 Teilnehmer                           | 1. Bundesliga K.-o.-Runde ↑8 Teilnehmer                           | 1. Bundesliga K.-o.-Runde ↑8 Teilnehmer                                    | 1. Bundesliga K.-o.-Runde ↑8 Teilnehmer                                    | 1. Bundesliga K.-o.-Runde ↑8 Teilnehmer                                   | 1. Bundesliga K.-o.-Runde ↑8 Teilnehmer                                   |
| 1         | ↑Platz 1+2 1. Bundesliga Gruppe Nord ↓1 Absteiger ↑1 Aufsteiger    | ↑Platz 1+2 1. Bundesliga Gruppe Nord ↓1 Absteiger ↑1 Aufsteiger    | ↑Platz 1+2 1. Bundesliga Gruppe West ↓1 Absteiger ↑1 Aufsteiger    | ↑Platz 1+2 1. Bundesliga Gruppe West ↓1 Absteiger ↑1 Aufsteiger    | ↑Platz 1+2 1. Bundesliga Gruppe Ost ↓1 Absteiger ↑1 Aufsteiger    | ↑Platz 1+2 1. Bundesliga Gruppe Ost ↓1 Absteiger ↑1 Aufsteiger    | ↑Platz 1+2 1. Bundesliga Gruppe Ost ↓1 Absteiger ↑1 Aufsteiger    | ↑Platz 1+2 1. Bundesliga Gruppe Süd ↓1 Absteiger ↑1 Aufsteiger             | ↑Platz 1+2 1. Bundesliga Gruppe Süd ↓1 Absteiger ↑1 Aufsteiger             | ↑Platz 1+2 1. Bundesliga Gruppe Süd ↓1 Absteiger ↑1 Aufsteiger            | ↑Platz 1+2 1. Bundesliga Gruppe Süd ↓1 Absteiger ↑1 Aufsteiger            |
| 2         | ↑1 Aufsteiger 2. Bundesliga Gruppe Nord ↓1 Absteiger ↑1 Aufsteiger | ↑1 Aufsteiger 2. Bundesliga Gruppe Nord ↓1 Absteiger ↑1 Aufsteiger | ↑1 Aufsteiger 2. Bundesliga Gruppe West ↓1 Absteiger ↑1 Aufsteiger | ↑1 Aufsteiger 2. Bundesliga Gruppe West ↓1 Absteiger ↑1 Aufsteiger | ↑1 Aufsteiger 2. Bundesliga Gruppe Ost ↓1 Absteiger ↑1 Aufsteiger | ↑1 Aufsteiger 2. Bundesliga Gruppe Ost ↓1 Absteiger ↑1 Aufsteiger | ↑1 Aufsteiger 2. Bundesliga Gruppe Ost ↓1 Absteiger ↑1 Aufsteiger | ↑1 Aufsteiger 2. Bundesliga Gruppe Süd ↓1 Absteiger ↑1 Aufsteiger          | ↑1 Aufsteiger 2. Bundesliga Gruppe Süd ↓1 Absteiger ↑1 Aufsteiger          | ↑1 Aufsteiger 2. Bundesliga Gruppe Süd ↓1 Absteiger ↑1 Aufsteiger         | ↑1 Aufsteiger 2. Bundesliga Gruppe Süd ↓1 Absteiger ↑1 Aufsteiger         |
| 3         | ↑1 Aufsteiger Regionalliga Nord ↓1 Absteiger ↑1 Aufsteiger         | ↑1 Aufsteiger Regionalliga Nord ↓1 Absteiger ↑1 Aufsteiger         | ↑1 Aufsteiger Regionalliga West ↓2 Absteiger ↑2 Aufsteiger         | ↑1 Aufsteiger Regionalliga West ↓2 Absteiger ↑2 Aufsteiger         | ↑1 Aufsteiger Regionalliga Ost ↓2 Absteiger ↑2 Aufsteiger         | ↑1 Aufsteiger Regionalliga Ost ↓2 Absteiger ↑2 Aufsteiger         | ↑1 Aufsteiger Regionalliga Ost ↓2 Absteiger ↑2 Aufsteiger         | ↑1 Aufsteiger 1. Regionalliga Süd ↓2 Absteiger ↑2 Aufsteiger               | ↑1 Aufsteiger 1. Regionalliga Süd ↓2 Absteiger ↑2 Aufsteiger               | ↑1 Aufsteiger 1. Regionalliga Süd ↓2 Absteiger ↑2 Aufsteiger              | ↑1 Aufsteiger 1. Regionalliga Süd ↓2 Absteiger ↑2 Aufsteiger              |
| 4         | ↑1 Aufsteiger Aufstiegsspiel                                       | ↑1 Aufsteiger Aufstiegsspiel                                       | ↑1 Aufsteiger Oberliga West A                                      | ↑1 Aufsteiger Oberliga West B                                      | ↑1 Aufsteiger Hin- und Rückspiel                                  | ↑1 Aufsteiger Hin- und Rückspiel                                  | ↑1 Aufsteiger Oberliga Mitteldeutschland                          | ↑1 Aufsteiger 2. Regionalliga Süd Gruppe West ↓1-3 Absteiger ↑2 Aufsteiger | ↑1 Aufsteiger 2. Regionalliga Süd Gruppe West ↓1-3 Absteiger ↑2 Aufsteiger | ↑1 Aufsteiger 2. Regionalliga Süd Gruppe Ost ↓1-3 Absteiger ↑2 Aufsteiger | ↑1 Aufsteiger 2. Regionalliga Süd Gruppe Ost ↓1-3 Absteiger ↑2 Aufsteiger |
| 4         | ↑1 Relegation Oberliga Niedersachsen /Bremen                       | ↑1 Relegation Oberliga Hamburg /Schleswig-Holstein                 | ↑1 Aufsteiger Oberliga West A                                      | ↑1 Aufsteiger Oberliga West B                                      | ↑1 Relegation Oberliga Berlin                                     | ↑1 Relegation Oberliga Mecklenburg-Vorpommern                     | ↑1 Aufsteiger Oberliga Mitteldeutschland                          | ↑1 Aufsteiger 2. Regionalliga Süd Gruppe West ↓1-3 Absteiger ↑2 Aufsteiger | ↑1 Aufsteiger 2. Regionalliga Süd Gruppe West ↓1-3 Absteiger ↑2 Aufsteiger | ↑1 Aufsteiger 2. Regionalliga Süd Gruppe Ost ↓1-3 Absteiger ↑2 Aufsteiger | ↑1 Aufsteiger 2. Regionalliga Süd Gruppe Ost ↓1-3 Absteiger ↑2 Aufsteiger |
| 5         | Verbandsligen                                                      | Verbandsligen                                                      | Verbandsligen                                                      | Verbandsligen                                                      | Verbandsligen                                                     | Verbandsligen                                                     | Verbandsligen                                                     | ↑1 Aufsteiger Oberliga Hessen                                              | ↑1 Aufsteiger Oberliga Rheinland-Pfalz/Saar                                | ↑1 Aufsteiger Oberliga Bayern                                             | ↑1 Aufsteiger Oberliga Baden-Württemberg                                  |
| 6 bis ... | Verbandsligen                                                      | Verbandsligen                                                      | Verbandsligen                                                      | Verbandsligen                                                      | Verbandsligen                                                     | Verbandsligen                                                     | Verbandsligen                                                     | Verbandsligen                                                              | Verbandsligen                                                              | Verbandsligen                                                             | Verbandsligen                                                             |

Die Abstiegsregelungen sind auf Grund der Struktur einfacher als im Feld. Der Letzte jeder Gruppe der 1. und der 2. Bundesliga steigt ab, die Gruppenersten der 2. Bundesliga und die Sieger der Regionalligen steigen auf. Die Einschränkungen für das Spielen von 2. Mannschaften in der Regionalliga sind in der Halle zum Teil stärker als auf dem Feld.